# Selección de lacrosse de Escocia
La selección de lacrosse de Escocia está regido por Lacrosse Scotland y está dirigido por Matt Bagley.

## Historia
Antes del desastre aéreo de Lockerbie en diciembre de 1988, el deporte masculino no había estado representado en Escocia desde principios del siglo XX. La tragedia del vuelo 103 de Pan Am vio morir a muchos estudiantes de la Universidad de Syracuse y en una visita conmemorativa un año después, el equipo de lacrosse de la Universidad se sorprendió de que no hubiera un equipo nacional masculino de Escocia contra el que competir. El país tuvo el desafío de reunir un equipo inaugural y genuino; esto se logró unos ocho meses más tarde y, tras el Campeonato del Mundo de 1990, el equipo masculino jugó su primer partido representativo. Escocia ahora ha jugado juegos conmemorativos contra Syracuse durante sus visitas a Lockerbie para presentar sus respetos a los perdidos en el desastre aéreo.
La Serie Mundial de 1994 fue un gran escaparate para el deporte y una oportunidad para que Escocia se haga un nombre en el escenario mundial. Escocia quería que la gente en Escocia escuchara más sobre este excelente deporte e inspirara una mayor participación de base a través del Programa de Desarrollo Británico de Lacrosse existente. El juego de desarrollo, Pop Lacrosse, un deporte mixto que se juega en las escuelas, está creciendo a un ritmo impresionante. Durante 1997/8, Pop Lacrosse se introdujo en casi 100 escuelas en las áreas de Fife, Lothian, SW Region, Perthshire, Tayside, Central y Strathclyde. El número de jugadores entrenados superó los 10.000 y el número de profesores de educación física formados en entrenamiento fue de casi 250.
Desde entonces, Escocia ha estado representada en todos los campeonatos europeos y mundiales celebrados. Escocia ocupó el tercer lugar en Europa y el sexto lugar en los Campeonatos del Mundo.

## Participaciones

### Campeonato Mundial de Lacrosse
| Año   | Pos.           |
| ----- | -------------- |
| 1967  | No clasificó   |
| 1994  | No clasificó   |
| 1998  | 7°             |
| 2002  | 7°             |
| 2006  | 11°            |
| 2010  | 7°             |
| 2014  | 6°             |
| 2018  | 11°            |
| 2023  | Por determinar |
| Total | 6/14           |

### Campeonato Europeo de Lacrosse
| Año   | Pos.              |
| ----- | ----------------- |
| 1995  | 4°                |
| 1996  | Medalla de bronce |
| 1997  | 6°                |
| 1999  | Medalla de bronce |
| 2000  | Medalla de bronce |
| 2001  | 4°                |
| 2004  | Medalla de bronce |
| 2008  | 9°                |
| 2012  | 6°                |
| 2016  | 8°                |
| Total | 10/10             |

## Selección sub-20
Escocia hizo su primera aparición en la Copa Mundial sub-19 de Lacrosse durante la edición de 2008. El equipo se ubicó octavo en la general de doce naciones en competencia.